# Calliphora norfolka
Calliphora norfolka är en tvåvingeart som beskrevs av Hiromu Kurahashi 1971. Calliphora norfolka ingår i släktet Calliphora och familjen spyflugor. Inga underarter finns listade i Catalogue of Life.